# Кратковременные лунные явления
Кратковременные лунные явления (КЛЯ) — различные непродолжительные локальные аномалии вида лунной поверхности и окололунного пространства, обусловленные нестационарными процессами на Луне.

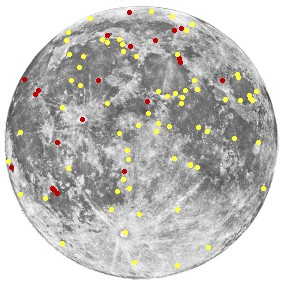
Карта, основанная на обзоре Барбарой Миддлехерст и Патриком Муром 300 КЛЯ. Показывает распределение наблюдаемых событий. Красноватые сияния отмечены красным цветом, остальные — жёлтым

## Первые описания кратковременных лунных явлений

Анимация из восьми кадров видео лунного кратера Клавий. Видно влияние земной атмосферы на изображение

Английский учёный и хронист Гервасий Кентерберийский оставил одно из первых описаний кратковременного лунного явления, которое наблюдали 5 человек 18 июля 1178 года: «Верхний рог Луны раскололся на две части. Из середины этого разлома внезапно выскочил пылающий факел, разбрызгивая во все стороны огонь, раскалённые угли и искры на большое расстояние.» Свидетельства очевидцев давались под присягой. Возраст Луны — 1,5 дня после новолуния. По мнению учёных Д. Хартунга и Дж. О’Кифа, описанное явление сопровождало падение метеорита на невидимую сторону Луны, в результате которого образовался 22-км кратер Джордано Бруно.

## Классификация кратковременных лунных явлений
Туманные явления. Предполагают, что кратковременное исчезновение видимых частей рельефа Луны и туманные сияния могут иметь причиной выход газов из её недр на поверхность вследствие приливной силы Земли. Выход газов наиболее вероятен, когда Луна находится в перигее и приливные напряжения могут привести к вскрытию трещин. Приливные силы Земли на Луне в 32,5 раза выше, чем от Луны на Земле. За годы наблюдений явление не раз отмечено в Море Кризисов и внутри кратера Платон.
Изменения яркости. Наблюдаются изменения альбедо валов лунных кратеров, когда яркие детали становятся ещё ярче. Объясняется перемещением облаков пыли и испарениями лунного льда, присутствие которого обнаружено космическими аппаратами Clementine и Prospector. Формации, где наблюдается этот феномен, включают валы кратеров Прокл, Цензорин и Аристарх.
Обратный эффект — потемнение лунной поверхности — обнаружен наблюдателями в кратере Пикар и Прокл.
Голубоватые сияния. Чаще всего наблюдаются при серповидной Луне на тёмной, залитой пепельным светом, стороне или при лунных затмениях. Представляют собой яркие свечения голубоватого или синеватого оттенка. Чаще всего наблюдаются в кратере Аристарх. Может объясняться явлением пьезоэлектричества, сходными с земными. Электрическое поле может возникать в скалах благодаря механическим напряжениям и вызывать ионизацию и свечение.
Красноватые сияния. Также могут объясняться пьезоэлектричеством. Явление может быть обнаружено с помощью красного и голубого фильтров, попеременно помещаемых у окуляра телескопа. Наблюдаются на валу кратера Аристарх и внутри кратера Гассенди. В 1965—1966 годах NASA провело ряд экспериментов под названием Проект MOON-BLINK для исследования и документирования подобных явлений.
Сумеречные и теневые явления. Сумеречные явления происходят в лунной тени, когда несвоевременно наблюдается заря или сумерки, а тень становится не чёрной, а серой. К теневым явлениям относится появление теней там, где их не должно быть, например, когда дно кратера оказывается в тени, хотя Солнце стоит высоко. Возможное объяснение явления — тепловой удар. При восходе Солнца температура лунной поверхности за пару часов изменяется от −120 до +110 °C, что вызывает резкое тепловое расширение лунных пород.
Звездоподобные вспышки. Наиболее вероятной причиной может быть падение метеорита на лунную поверхность. К примеру 13 мая 1972 г. неподалёку от места посадки Аполлона-14 Смитсоновский институт зарегистрировал метеоритный удар мощностью 1000 тонн тротила. ALPO даже организовала специальное отделение по регистрации на Луне метеоритных ударов.
Звездоподобные огни. Наблюдаются от нескольких минут до часа как яркая точка света на Луне. Обычно сообщают об огнях на тёмной стороне молодой Луны в возрасте 3-4 дней или во время полных лунных затмений.
Светлые движущиеся объекты. Перемещаются не только на фоне лунного диска, но и в его окрестностях. Объяснения самые разные (например, перемещение газо-пылевых облаков).

## Перечень лунных объектов, где наиболее часто наблюдались кратковременные явления
| Объект                                | Явление |
| ------------------------------------- | --- |
| Альфонс                               | Изменение вида тёмного пятна на дне, увеличение яркости и изменение цвета центральной горки                          |
| Аристарх                              | Свечение и вспышки в полутени и тени, увеличение яркости, яркие пятна, изменение цвета, помутнение                   |
| Архимед                               | Мерцающие точки на дне                                                                                               |
| Атлас и Риччоли                       | Изменение вида тёмных пятен на дне во время затмений и на протяжении лунации                                         |
| Виет                                  | Изменение вида тёмных пятен южнее кратера                                                                            |
| Гассенди                              | Свечение в тени во время затмений, движущиеся КЛЯ                                                                    |
| Годен и Агриппа                       | Свечение на фоне пепельного света и во время затмений                                                                |
| Гримальди                             | Изменение вида тёмных пятен на дне во время затмений, мерцающие точки на дне                                         |
| Кант                                  | Заполнение кратера туманом                                                                                           |
| Кеплер                                | Свечение во время затмений, увеличение яркости, помутнение                                                           |
| Коперник                              | Увеличение яркости, свечение на фоне пепельного света и во время затмений                                            |
| Лангрен                               | Свечение в чаше кратера                                                                                              |
| Линней                                | Увеличение размеров светлого пятна во время затмений                                                                 |
| Лихтенберг                            | Пятна красноватого цвета                                                                                             |
| Манилий и Менелай                     | Свечение на фоне пепельного света, вспышки и свечение в тени во время затмений                                       |
| Мерсенн                               | Помутнение, «облака»                                                                                                 |
| Мессье и сателлитный кратер Мессье А. | Помутнение |
| Море Спокойствия                      | Движущиеся КЛЯ |
| Пикар                                 | Усиление яркости, помутнение                                                                                         |
| Платон                                | Яркие пятна, изменение яркости светлого сектора на дне, свечение на фоне пепельного света, вспышки во время затмений |
| Плиний                                | Свечение в тени |
| Посидоний                             | Помутнение |
| Прокл                                 | Яркое свечение в земной тени                                                                                         |
| Теэтет                                | Белое "облако" |
| Горы Тенерифе                         | Свечение на фоне пепельного света                                                                                    |
| Тимохарис                             | Красноватое сияние                                                                                                   |
| Тихо                                  | Изменение вида тёмной каймы во время затмений, свечение лучей в земной тени                                          |
| Борозда Гигина                        | Изменение вида тёмных пятен                                                                                          |
| Эратосфен                             | Изменение вида тёмных пятен на дне                                                                                   |